# Potencia militar
Una potencia militar es un Estado dotado de un grande y poderoso ejército, incluyendo fuerzas aéreas, marítimas y satelitales y, en algunos casos, provisto de un avanzado arsenal de armas de destrucción masiva.

## Potencias militares
Según Credit Suisse las primeras 5 potencias más militarizadas del año 2021 son los Estados Unidos, Rusia, China, Japón e India.